# Хухашвили, Сопико
Сопико Хухашвили (род. 4 января 1985) — грузинская шахматистка, международный мастер (2007).
Чемпионка мира среди девушек до 16 лет (1999 и 2000).
В составе сборной Грузии участница 2-х Олимпиад (2008—2010), 2-х командных чемпионатов мира (2007—2009) и командного чемпионата Европы (2009).

## Изменения рейтинга
| Графики недоступны из-за технических проблем. См. информацию на Фабрикаторе и на mediawiki.org. |